# Веселин Ранков
Веселин Стефанов Ранков е български актьор, изпълняващ роли в театъра, киното, телевизията и дублажа.

## Ранен живот
Роден е на 6 април 1959 г. в град Балчик. Негов по-голям брат е актьорът Красимир Ранков.
През 1977 г. е приет във ВИТИЗ, но заради военната си служба започва следването си през 1979 г. и учи в класа на Елка Михайлова. Дипломира се със специалност „Актьорско майсторство за драматичен театър“ през 1983 г.

## Актьорска кариера
През 1983 г. Ранков започва работа в Драматично-кукления театър „Иван Димов“ в Хасково, а от 1984 г. работи в театър „Българска армия“. Играе и на сцената на Театър 199.
През 1990 г. става доцент в НАТФИЗ. От 2002 до около 2011 г. ръководи свой клас по актьорско майсторство в Академията.
Участва в сериалите „Дунав мост“, „Клиника на третия етаж“, „Забранена любов“, „Откраднат живот“ и други.

### Роли в театъра
- Теди Брустър в „Арсеник и стари дантели“ от Джоузеф Кесърлинг
- Гамаша в „Суматоха“ от Йордан Радичков
- Шута в „Животът е сън“ от Педро Калдерон де ла Барка
- Боян в „Прокурорът“ от Георги Джагаров
- Момчето в „Подробности от пейзажи“ от Станислав Стратиев
- Поп Богомил и Княз Боян в „Книга на царете“ от Маргарит Минков
- Шута Фесте в „Дванадесета нощ“ от Уилям Шекспир
- Конферансие в „Лулу“ от Франк Ведекинд
- Той в „Кротката“ от Фьодор Достоевски
- Хорацио в „Хамлет“ от Уилям Шекспир
- Капитан от пожарната в „Плешивата певица“ от Йожен Йонеско
- Момчето в „В очакване на Годо“ от Самюъл Бекет
- „Бандинтска опера“ от Джон Гей
- Жуст Льоблан във „Вечеря за тъпаци“ от Франсис Вебер
- Освалд в „Призраци“ от Хенрик Ибсен[2]

## Телевизионен театър
- „Както в Агата Кристи“ (1990) (Любен Попов) – мюзикъл
- „Учителят“ (1989) (от Ст. Л. Костов, реж. Емил Капудалиев) - даскал Граматиков
- „Мариела“ (1988) (Йордан Попов)
- „Представянето на комедията „Г-н Мортагон“ от Иван Вазов и Константин Величков в пловдивския театър „Люксембург“ в 1883 г.“ (1988) (Пелин Пелинов), 2 части – Иван Попов
- „Призраци“ (1988) (Хенрик Ибсен), 2 ч.
- „Новото пристанище“ (1987) (Ст. Л. Костов)
- „Великото чудо“ (1986) (Николай Георгиев)

## Кариера на озвучаващ актьор
Ранков се занимава активно с озвучаване на реклами, филми и сериали от 80-те години. По-известен е с работата си по „Фолти Тауърс“, „Ало, ало!“, „Черното влечуго“, „Да, господин премиер“ (дублаж на TV7), „Напълно непознати“, „Алф“, „Сайнфелд“, „Мистър Бийн“, „Две момчета и едно момиче“, „Момчетата от Медисън авеню“ (дублаж на студио Доли), „Модерно семейство“ и „Да отгледаш Хоуп“.
През 1999 г. Ранков е сред основните кандидати за ролята на Робин Уилямс в българския нахсинхронен дублаж на „Мисис Даутфайър“, но Владимир Пенев бива избран вместо него. Дванайсет години по-късно го озвучава във войсоувър дублажа за bTV.
В „Ало, ало!“ озвучава Рене Артоа, Капитан Ханс Гееринг, Капитан Алберто Берторели, Хер Ото Флик и Гавин Феърфакс, макар някои източници погрешно да споменават, че е дублирал Мосю Алфонс.
Освен във войсоувър дублажи, участва и в заглавия с нахсинхронен дублаж, измежду които Сърдитко в „Снежанка и седемте джуджета“, Зазу в „Цар лъв“, Лудия шапкар в „Алиса в Страната на чудесата“, Абисмол в „Аладин и завръщането на Джафар“, Професор Бомба в „Тайната на горските пазители“ и Хамилтън Гудинг в „Мери Попинз се завръща“.
| Актьор         | Филми/Сериали | Роля                                                                                                 |
| -------------- | --- | --- |
| Бил Фармър     | Принцът и просякът Отбор Гуфи Клуб Маус (на мястото на Пламен Захов) Вълшебната Коледа на Мики Клубът на Мики Маус (дублаж на БНТ) | Гуфи                                                                                                 |
| Били Кристъл   | Анализирай това (дублаж на bTV) Анализирай онова | Д-р Бен Собъл                                                                                        |
| Джо Пеши       | Смъртоносно оръжие 2 (втори дублаж на БНТ и дублаж на bTV) Смъртоносно оръжие 3 (втори дублаж на БНТ и дублаж bTV) Смъртоносно оръжие 4 С отличие | Лио Гец Саймън Уайлдър                                                                               |
| Джон Клийз     | Фолти Тауърс Наследниците (дублаж на bTV) Вълшебната Коледа на Мики | Базил Фолти Раул Шадгринд Разказвач                                                                  |
| Еди Мърфи      | Смахнатият професор (дублаж на bTV) Доктор Дулитъл (дублаж на bTV) Доктор Дулитъл 2 (дублаж на bTV) Срещи с Дейв (дублаж на bTV) | Професор Шърман Клъмп и Бъди Лав Д-р Джон Дулитъл Дейв Минг-Чанг                                     |
| Едуард Хибърт  | Цар лъв 2: Гордостта на Симба Цар лъв 3: Хакуна матата | Зазу                                                                                                 |
| Кори Бъртън    | Клуб Маус Вълшебната Коледа на Мики Клубът на Мики Маус (дублаж на БНТ) | Шапкаря Шапкаря и Сърдитко Лудвиг фон Дрейк                                                          |
| Луи дьо Финес  | Полицаят от Сен Тропе (дублаж на Медиа Линк) Фантомас Полицаят в Ню Йорк (дублаж на Медиа Линк) Полицаят се жени (дублаж на Медиа Линк) Замразеният (втори дублаж на БНТ) Полицаят се пенсионира Лудостта на величията (дублаж на БНТ) Полицаят и извънземните (дублаж на Медиа Линк) Полицаят и полицайките (дублаж на Медиа Линк) | Людвик Крюшо Комисар Жув Людвик Крюшо Юбер дьо Тартас Людвик Крюшо Дон Салюст дьо Базан Людвик Крюшо |
| Мартин Лоурънс | Лоши момчета (дублаж на bTV) Лоши момчета 2 (дублаж на bTV) Черният рицар (дублаж на bTV) Агент XXL (дублаж на bTV) Агент XXL 2 (дублаж на bTV) Ченгета без значки (дублаж на bTV) | Детектив Маркъс Бърнет Джамал Уокър/Скайуокър Малкълм Ърл Монтгомъри                                 |
| Нейтън Лейн    | Ловът на мишката (дублаж на bTV) Модерно семейство (в четвърти и пети сезон) | Ърнест „Ърни“ Смънц Пепър Солцман                                                                    |
| Пинто Колвиг   | Щурецът и мравките Хавайска ваканция (първи дублаж на Александра Аудио) Почистване на часовника (първи дублаж на Александра Аудио) Снежанка и седемте джуджета Самотни духове (първи дублаж на Александра Аудио) Гуфи и Уилбър Изкуството да караш ски (първи дублаж на Александра Аудио) Полудели от жегата                        | Щурецът Гуфи Сърдитко Гуфи                                                                           |
| Пол Джиамати   | Доктор Дулитъл (дублаж на БНТ) Фред Клаус | Блейн Хамърсмит Никълъс „Ник“ Клаус                                                                  |
| Рик Моранис    | Скъпа, смалих децата (дублаж на bTV) Наследниците (дублаж на bTV) Семейство Флинтстоун (дублаж на bTV) | Уейн Салински Хенри Барни Ръбъл                                                                      |
| Робин Уилямс   | Мисис Даутфайър (дублаж на bTV) Джуманджи (дублаж на bTV) Клетка за птици (дублаж на TV7) Сватбен лиценз | Даниъл Хилард/Мисис Даутфайър Алън Париш Арманд Голдман Преподобният Франк Дорман                    |
| Роуън Аткинсън | Черното влечуго Мистър Бийн Мистър Бийн (филм, дублаж на Арс Диджитал Студио) Мистър Бийн (анимационен сериал) Цар лъв | Едмънд Злостър Мистър Бийн Зазу                                                                      |
| Харви Корман   | Семейство Флинтстоун (дублаж на bTV) Семейство Флинтстоун: Да живее Рок Вегас (дублаж на bTV) | Диктоклюнът Полковник Слагхупъл                                                                      |

## Други дейности
През 2005 г. преподава сценично поведение на участниците в Star Academy. През същата година се кандидатира за председател на САБ.
Ранков е собственик на фризьорски салон „Ранкузи“.
Той е един от инициаторите, както и дългогодишен водещ на наградите „Аскеер“ на театър „Българска армия“. Ранков е и един от основателите на „Артистаутор“.

## Филмография
| Година           | Филми и Сериали                                        | Серии                    | Копродукции                             | Роля                                                 |
| ---------------- | ------------------------------------------------------ | ------------------------ | --------------------------------------- | ---------------------------------------------------- |
| 2017 – 2021      | Откраднат живот                                        | (от 4-ти до 11-и епизод) |                                         | Васко                                                |
| 2015             | Столичани в повече                                     | 9-и сезон                |                                         | проф. Божев                                          |
| 2015             | Райската стая – („The Paradise Suite“)                 |                          | Холандия / Швеция / България            | Виктор                                               |
| 2015             | Метаморфозата                                          |                          |                                         | разказвачът                                          |
| 2014             | „Дилъри на смъртта“ – („Death Dealers“)                |                          | Македония / България                    | генералът                                            |
| 2014             | Омбре                                                  |                          |                                         | консултант Омбре                                     |
| 2013             | „Die Verwandlung“                                      |                          |                                         | разказвачът                                          |
| 2013             | Дървото на живота                                      | 24                       |                                         | Васил Мървков                                        |
| 2011 – 2013      | Етажна собственост                                     | 48                       |                                         | Кольо Тодоров, кметът на „Надежда“                   |
| 2010             | Сбогом, мамо – („Goodbye Mama“)                        |                          | Италия / България                       | Владимир                                             |
| 2008 – 2011      | Забранена любов                                        | 299                      |                                         | директор на училище, 2009                            |
| 2008             | Людмил и Руслана                                       | 6                        |                                         |                                                      |
| 2006             | „Китайската съпруга“ – („La moglie cinese“)            | 5                        | Италия                                  | доктор в болницата                                   |
| 2006             | Мъж за милиони (тв)                                    |                          |                                         | адвоката                                             |
| 2004             | Откраднати очи                                         |                          | България / Турция                       | доктор                                               |
| 2001             | Най-важните неща                                       | 2                        |                                         | професор Фараш                                       |
| 1999, 2000, 2010 | Клиника на третия етаж                                 | 35                       |                                         | спонсорът (в 2 серии: I, XIX)                        |
| 1999             | Дунав мост                                             | 7                        |                                         | митничарят Евтимов                                   |
| 1998             | Ден и половина от живота на Маргарита                  |                          |                                         | пътник в тролея                                      |
| 1997             | Рекет – („Il Racket“) Гражданинът въстава (2 заглавие) | 6                        | Италия                                  |                                                      |
| 1997             | „Балканизатор“ – („Valkanizater“)                      |                          | Франция / Гърция / България / Швейцария |                                                      |
| 1996             | Вуйчото                                                |                          |                                         | бащата                                               |
| 1995             | Всичко от нула                                         |                          |                                         | Жоро                                                 |
| 1993             | La Donna E Mobile                                      |                          |                                         | радиожурналистът Радо                                |
| 1992             | Комитски времена                                       |                          |                                         | Юсуф Али                                             |
| 1991             | Нежни убийства                                         |                          |                                         | мъжът (в новелата: „Фамилията“)                      |
| 1988             | Пибипкащият нос                                        |                          |                                         | Иван                                                 |
| 1988             | Голямата игра – („Большая игра“)                       | 6                        | СССР / България                         | полковник Мигел Санчес, премиер-министъра на Харивас |
| 1987             | Мечтатели                                              |                          |                                         | Никола Габровски                                     |
| 1986             | Ешелоните                                              |                          |                                         | Жак                                                  |
| 1985             | Тази кръв трябваше да се пролее                        |                          |                                         | Виктор                                               |
| 1985             | Константин Философ                                     | 2                        |                                         | Наум, ученик на Кирил и Методий                      |
| 1984             | Кажи им, майко, да помнят                              | 6                        |                                         | (в 2 серии (1, 5)                                    |
| 1983             | Прадеди и правнуци. Хайдушка кръв                      | 5                        |                                         | Юмер бей – „Смешника“, Търновски аянин               |
| 1983             | Прадеди и правнуци – Каменно гнездо                    | 5                        |                                         | Джафер бей Абазоглу, султански пратеник              |
| 1983             | Константин Философ                                     | 6                        |                                         | Наум, ученик на Кирил и Методий                      |
| 1981             | Непълнолетие (тв)                                      |                          |                                         | Краси                                                |
| 1981             | Василена                                               |                          |                                         |                                                      |